# Seznam cihlových gotických staveb v Česku
Toto je seznam cihlových gotických staveb v Česku. V seznamu jsou uvedené pouze stavby, kde je patrné odhalené převážně cihlové zdivo (režné cihly) nebo v případech skrytého povrchu je viditelná alespoň cihlová struktura zdiva.

## Gotická cihlová architektura v Česku
Na území Česka existují vyšší jednotky gotických, převážně cihlových staveb, což je v porovnání s některými zeměmi poměrně nemnoho (např. v Německu téměř 2000, v Polsku přes 900 atd.). Budovy v Českém Slezsku, stejně jako mnoho gotických budov v celém historickém Slezsku, se řadí mezi stavby tzv. severské (baltské) cihlové gotiky. Mezi ně se, vzhledem k historii svého vzniku, řadí také bazilika Nanebevzetí Panny Marie Starobrněnského kláštera.

## Seznam budov
| Místo                                              | budova                                                    | doba vzniku / přestavby           | poznámky | fotografie |
| -------------------------------------------------- | --------------------------------------------------------- | --------------------------------- | --- | ---------- |
| Brno                                               | Bazilika Nanebevzetí Panny Marie NPÚ 1000134044           | 1323–1334                         | založena českou a polskou královnou vdovou Eliškou Rejčkou |            |
| Hradec Králové                                     | Katedrála svatého Ducha (CC) NPÚ 1000131407               | 1339–1479                         | tři stavební období |            |
| Jabkenice (Okres Mladá Boleslav, Středočeský kraj) | Kostel Narození P. Marie (CC)                             | 13./14. století                   | barokní úpravy oken |            |
| Nymburk                                            | kostel svatého Jiljí (CC) NPÚ 1000142001                  | 14. století – kolem roku 1500     | pozdější úpravy při opravách poškození z různých válečných událostí |            |
| Nymburk                                            | Nymburská radnice NPÚ 31917%2F2-1892                      | 1526                              | po požáru v roce 1836 znovu vystavěna se zvětšenými okny |            |
| Nymburk                                            | Kaple sv. Jana Nepomuckého (CC) NPÚ 17383/2-1891          |                                   | úpravy v 18. a 19. století |            |
| Nymburk                                            | Městské hradby v Nymburce (CC) NPÚ 45357/2-1894           | výstavba zahájena kolem roku 1275 | po husitských válkách zesíleny. Romantizující přestavba v letech 1905–1909.                                                                                               |            |
| Opava                                              | Konkatedrála Nanebevzetí Panny Marie (CC), NPÚ 1000131106 | 1237 – 14. století                | |            |
| Opava                                              | Kaple svatého Kříže/Švédská kaple (CC), NPÚ 1000146170    | 1394                              | cihlová chórová část |            |
| Pardubice                                          | Zelená brána (CC)                                         | 1507                              | cihlová nároží bránové věže |            |
| Praha                                              | Anežský klášter NPÚ 1000001608                            | 13. století                       | Refektář a skriptorium konventu klarisek Anežského kláštera |            |
| Praha                                              | Staronová synagoga NPÚ 1000001588                         | 1270                              | oba trojúhelné štíty |            |
| Praha                                              | Karolinum, NPÚ 1000001614                                 | 14. století                       | původně soukromý městský palác, v roce 1386 byly původně čtyři domy přestavěny na sídlo Karlovy univerzity. Cihlová struktura je patrná jen na jihozápadní straně budovy. |            |
| Praha                                              | Dům U Pěti korun NPÚ 15642365 (CC)                        |                                   | odhalené zbytky původní gotické fasády, v současné době renesanční podoba                                                                                                 |            |